# Austria en los Juegos Paralímpicos de Nueva York y Stoke Mandeville 1984
Austria estuvo representada en los Juegos Paralímpicos de Nueva York y Stoke Mandeville 1984 por un total de 45 deportistas, 37 hombres y ocho mujeres.

## Medallistas
El equipo paralímpico austríaco obtuvo las siguientes medallas:
| Nombre                | Deporte                   | Evento                                         |
| --------------------- | ------------------------- | ---------------------------------------------- |
| Oro                   |                           |                                                |
| Margaret Heger        | Atletismo                 | 1500 m B1 femenino                             |
| Margaret Heger        | Atletismo                 | Pentatlón B1 femenino                          |
| Gabriele Berghofer    | Atletismo                 | Pentatlón B2 femenino                          |
| Harald Roth           | Atletismo                 | Jabalina A6-8 masculino                        |
| Manfred Atteneder     | Atletismo                 | Peso C5 masculino                              |
| Karl Mayr             | Natación                  | 50 m mariposa C8 masculino                     |
| Karl Mayr             | Natación                  | 200 m libre C8 masculino                       |
| Equipo                | Tenis de mesa             | Equipo 2 femenino                              |
| Equipo                | Tenis de mesa             | Equipo 2 masculino                             |
| Equipo                | Tenis de mesa             | Equipo 3 masculino                             |
| Oskar Kreuzer         | Tiro                      | Pistola de aire 2-6 masculino                  |
| Equipo                | Tiro                      | Pistola por equipos 1A-6 masculino             |
| Felix Lettner         | Tiro con arco             | Doble ronda FITA tetraplejia masculino         |
| G. Frank              | Tiro con arco             | Doble distancia avanzada tetraplejia masculino |
| Plata                 |                           |                                                |
| Margaret Heger        | Atletismo                 | 3000 m B1 femenino                             |
| Doris Kogelbauer      | Atletismo                 | Disco L6 femenino                              |
| Renata Hönisch        | Atletismo                 | Pentatlón B2 femenino                          |
| Kurt Prall            | Atletismo                 | 100 m B2 masculino                             |
| Franz Hlozek          | Atletismo                 | 200 m C8 masculino                             |
| Christoph Etzlstorfer | Atletismo                 | Jabalina 1C masculino                          |
| Walter Zierl          | Atletismo                 | Jabalina A1 masculino                          |
| Manfred Atteneder     | Atletismo                 | Jabalina C5 masculino                          |
| Franz Hlozek          | Atletismo                 | Jabalina C8 masculino                          |
| Rudolf Gandler        | Atletismo                 | Peso A2 masculino                              |
| Walter Pfaller        | Atletismo                 | Pentatlón 4 masculino                          |
| Manfred Atteneder     | Levantamiento de potencia | +90 kg masculino                               |
| Ernst Wurnig          | Lucha                     | –100 kg masculino                              |
| Erwin Klabecek        | Natación                  | 100 m braza A2 masculino                       |
| Equipo                | Natación                  | 4 × 50 m libre C1-C8 masculino                 |
| Rosa Schweizer        | Tenis de mesa             | Individual 2 femenino                          |
| Franz Mandl           | Tenis de mesa             | Individual 2 masculino                         |
| Equipo                | Tenis de mesa             | Equipo 4 masculino                             |
| Equipo                | Tenis de mesa             | Equipo 1C masculino                            |
| Rosa Schweizer        | Tiro con arco             | Doble distancia corta paraplejia femenino      |
| Bronce                |                           |                                                |
| Renata Hönisch        | Atletismo                 | Disco B2 femenino                              |
| Gabriele Berghofer    | Atletismo                 | Peso B2 femenino                               |
| Franz Hlozek          | Atletismo                 | 100 m C8 masculino                             |
| Manfred Atteneder     | Atletismo                 | Disco C5 masculino                             |
| Walter Pfaller        | Atletismo                 | Jabalina 4 masculino                           |
| Gilbert Pflanzer      | Atletismo                 | Jabalina A4 masculino                          |
| Peter Kieweg          | Atletismo                 | Peso A9 masculino                              |
| Equipo                | Atletismo                 | 4 × 400 m A4-9 masculino                       |
| Fritz Altendorfer     | Tenis de mesa             | Individual 2 masculino                         |
| Peter Starl           | Tenis de mesa             | Individual 3 masculino                         |